# Coleophora caespititiella
Coleophora caespititiella là một loài bướm đêm trong họ Coleophoridae. Loài này được tìm thấy khắp Vương quốc Anh.

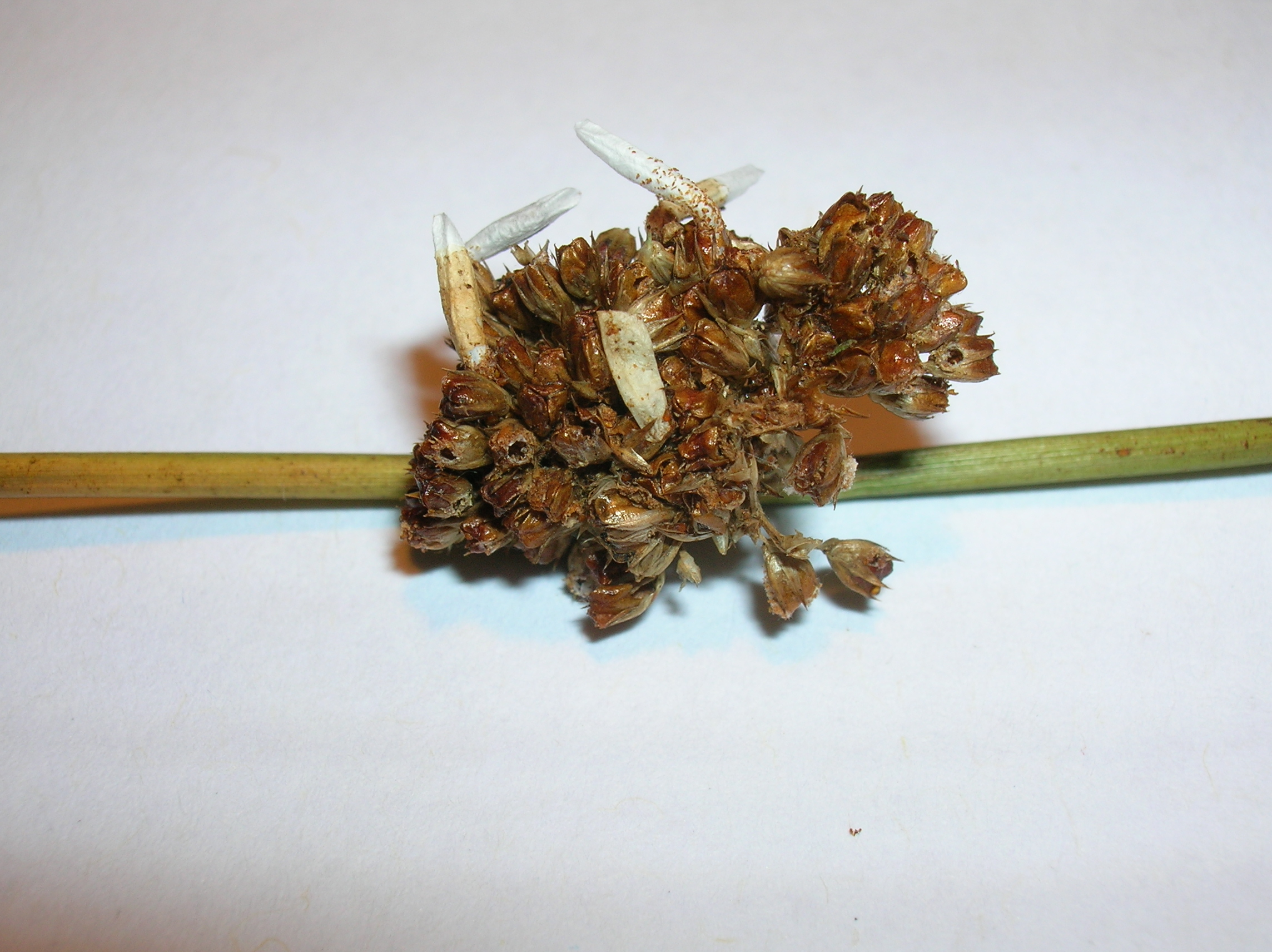
Các túi nhộng đang ăn.

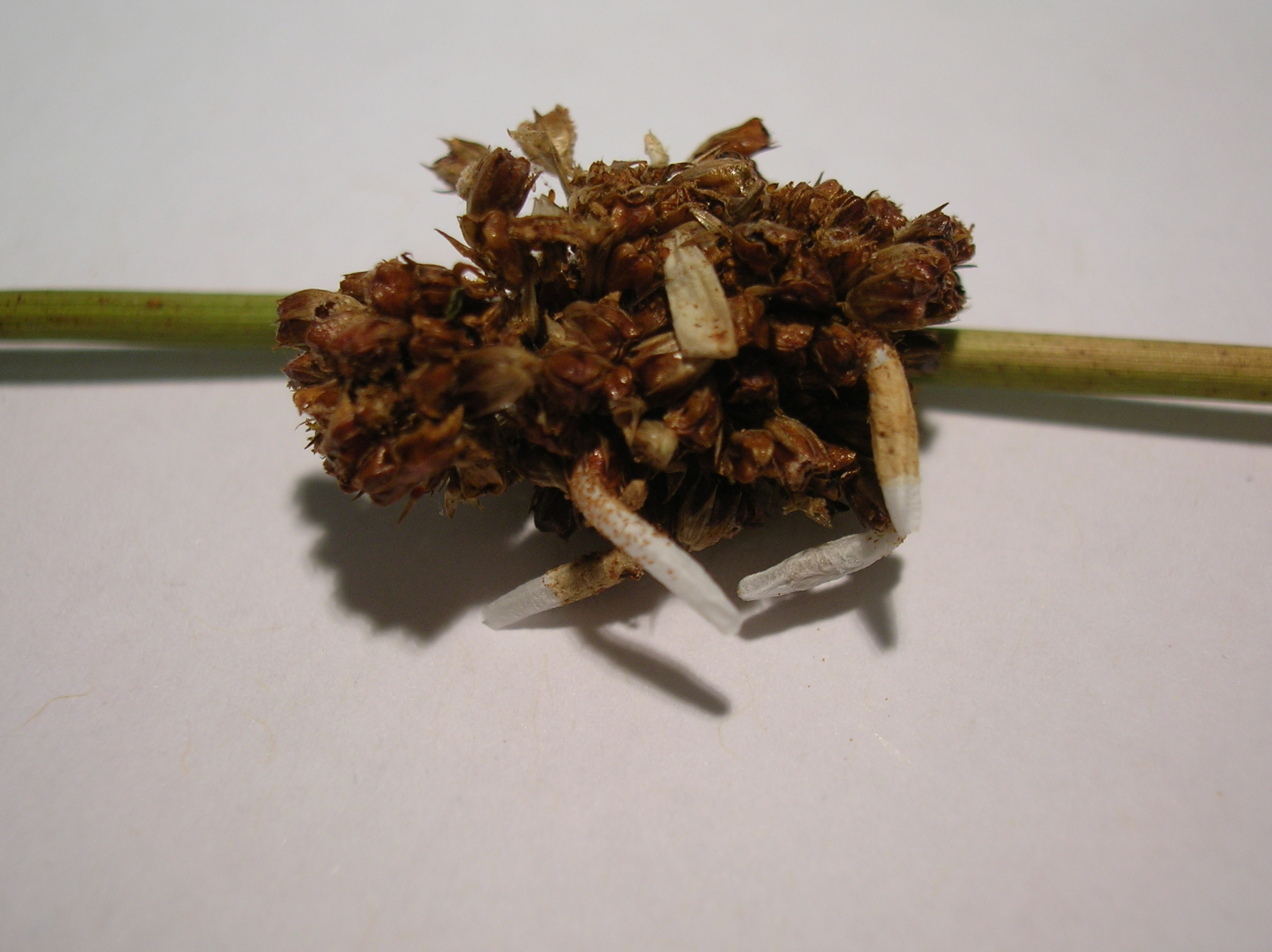
Các túi nhộng trên đầu hoa Juncus

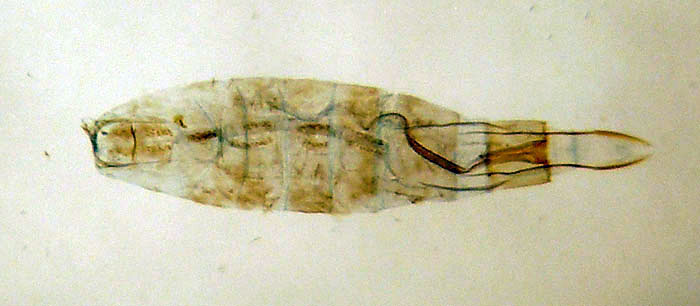

Ấu trùng ăn Juncus.

### Sources
- Chinery, Michael (1986). Collins Guide to the Insects of Britain và Western Europe. London: W. Collins. ISBN 0-00-219137-7.
- Baldizzone, van der Wolf & Landry (2006) World Catalogue of Insects.